# Soy mujer
"Si pruebas una vez" é uma canção da dupla americana de música pop Ha*Ash. Foi lançado pela Sony Music Latin em 15 de abril de 2004 como single. É o quarto single do seu álbum de estúdio Ha*Ash (2003). A música fazia parte da trilha sonora do Big Brother no mesmo ano. 

## Composição e desempenho comercial
Foi lançado exclusivamente para o México, como o quarto single de seu primeiro álbum auto-intitulado Ha*Ash em 15 de abril de 2004. "Soy mujer" foi escrito por Ashley Grace, Hanna Nicole e Áureo Baqueiro, enquanto Áureo Baqueiro produziu a música. A canção atingiu a  sétimo posição da mais ouvida nas rádios do México. Foi parte da primeiro álbum ao vivo das irmãs Primera fila: Hecho Realidad em 2014, desta vez produzido por George Noriega, Tim Mitchell e Pablo De La Loza.
«Soy mujer» fez parte da banda sonora da terceira edição do Big Brother sob o título «Todo lo que siento» em 2004. Em 14 de março do mesmo ano, a dupla cantou a canção no início do Big Brother VIP.

## Vídeo musical

### VersãoPrimera fila: Hecho Realidad
A música não tem um vídeo oficial para a promoção de seu primeiro álbum, no entanto em 20 de abril de 2015 foi estreada no canal do duo no YouTube, um vídeo da versão ao vivo do tema incluído na DVD do álbum da Primera Fila: Hecho Realidad. Foi dirigido por Nahuel Lerena. O vídeo foi filmado em Estudios Churubusco, Cidade do México.

## Desempenho nas tabelas musicais
| Tabela musical (2004)     | Maior posição |
| ------------------------- | ------------- |
| México - (Monitor Latino) | 7             |

## Histórico de lançamento
| Região       | Data                | Formato | Gravadora        | Ref.  |
| ------------ | ------------------- | ------- | ---------------- | ----- |
| Mundialmente | 15 de abril de 2004 | Airplay | Sony Music Latin | [ 2 ] |